# María Dueñas
María Dueñas (ur. 1964 w Puertollano) – hiszpańska pisarka.

## Twórczość
- Krawcowa z Madrytu (wyd. Muza, 2017)[1] (hiszp. El tiempo entre costuras, Temas de Hoy (Grupo Planeta), 2009).
- Olvido znaczy zapomnienie (tłum. Katarzyna Okrasko, wyd. Muza, 2014)[2] (hiszp. Misión Olvido, Temas de Hoy, 2012).
- Templanza znaczy umiar[3] (tłum. Barbara Jaroszuk, wyd. Muza, 2016)[4] (hiszp. La templanza, Editorial Planeta, 2015).

## Adaptacje filmowe
- Krawcowa z Madrytu – hiszpański serial telewizyjny emitowany w latach 2013-2014.